# Philodoria dubautiella
Philodoria dubautiella är en fjärilsart som först beskrevs av Otto Herman Swezey 1913.  Philodoria dubautiella ingår i släktet Philodoria och familjen styltmalar. Inga underarter finns listade i Catalogue of Life.